# Christian Müller (Politiker, 1947)
Christian Müller (* 24. Dezember 1947 in Görlitz) ist ein ehemaliger Abgeordneter des Deutschen Bundestages (SPD), dem er in vier Legislaturperioden von 1990 bis 2005 angehörte.

## Leben
Christian Müller verließ 1964 die Polytechnische Oberschule in Görlitz und machte anschließend eine Berufsausbildung und das Abitur als Maschinenbauer, welches er 1967 erreichte. Anschließend folgte ein Studium der Kraft- und Arbeitsmaschinen an der Technischen Universität Dresden, das er 1971 mit einem Diplom auf dem Gebiet der Verdichtersteuerung beendete. Bis 1975 arbeitete er als wissenschaftlicher Assistent an der Ingenieurhochschule Zittau und bis 1977 als Patentprüfer am Patentamt Berlin. Diesen Job gab er dann auf, um bis 1990 als Fachschullehrer zu arbeiten. Zwischenzeitlich war er auch Fachgruppenleiter und Dozent für Automatisierungstechnik an der Ingenieurschule für Elektronik und Informatik in Görlitz. Um sich der Politik  widmen zu können, war er seit 1990 nicht mehr berufstätig.
Er ist verheiratet und hat zwei Kinder.

## Politik
Im Januar 1990 trat Müller der SPD bei und wurde im Laufe des Jahres Mitglied des Kreisvorstandes Zittau und des Bezirksvorstandes Sachsen/Ost. Beides blieb er bis Ende des Jahres 1990. Bei der Bundestagswahl 1990 zog er erstmals über die Landesliste Dresden in den Deutschen Bundestag ein. 1991 wurde Müller Vorsitzender des SPD-Unterbezirks Neiße. Bei den folgenden Wahlen des Bundestages 1994, 1998 und 2002 erreichte er ebenfalls jedes Mal das Mandat über die Landesliste Sachsen.  Von 1995 bis 2002 war Müller stellvertretender Vorsitzender des Ausschusses für Wirtschaft. 2005 schied er aus dem Bundestag aus.